# .moe
Доменное имя .moe — общий домен верхнего уровня. Название произошло от японского слова моэ из жаргона отаку. Сам домен предназначен для продуктов и сервисов, связанных с моэ.

## История
Interlink начала разработку домена .moe в 2012 году.
13 ноября 2013 года ICANN и Interlink заключили соглашение о принадлежности домена .moe к Interlink.
Interlink спонсировал конкурс на лучший логотип домена, который проходил с 11 апреля по 6 мая 2014 года.
Общий срок начала регистрации состоялся 22 июля 2014 года.